# Сыроежка сине-жёлтая
Сырое́жка си́не-жёлтая (лат. Rússula cyanoxántha) — гриб из рода Сыроежка (Russula) семейства Сыроежковые (Russulaceae).
Синонимы:
- Agaricus cyanoxanthus Schaeff., 1774basionym
- Russula cutefracta Cooke, 1881
- Russula furcata auct., nom. illeg.

## Описание

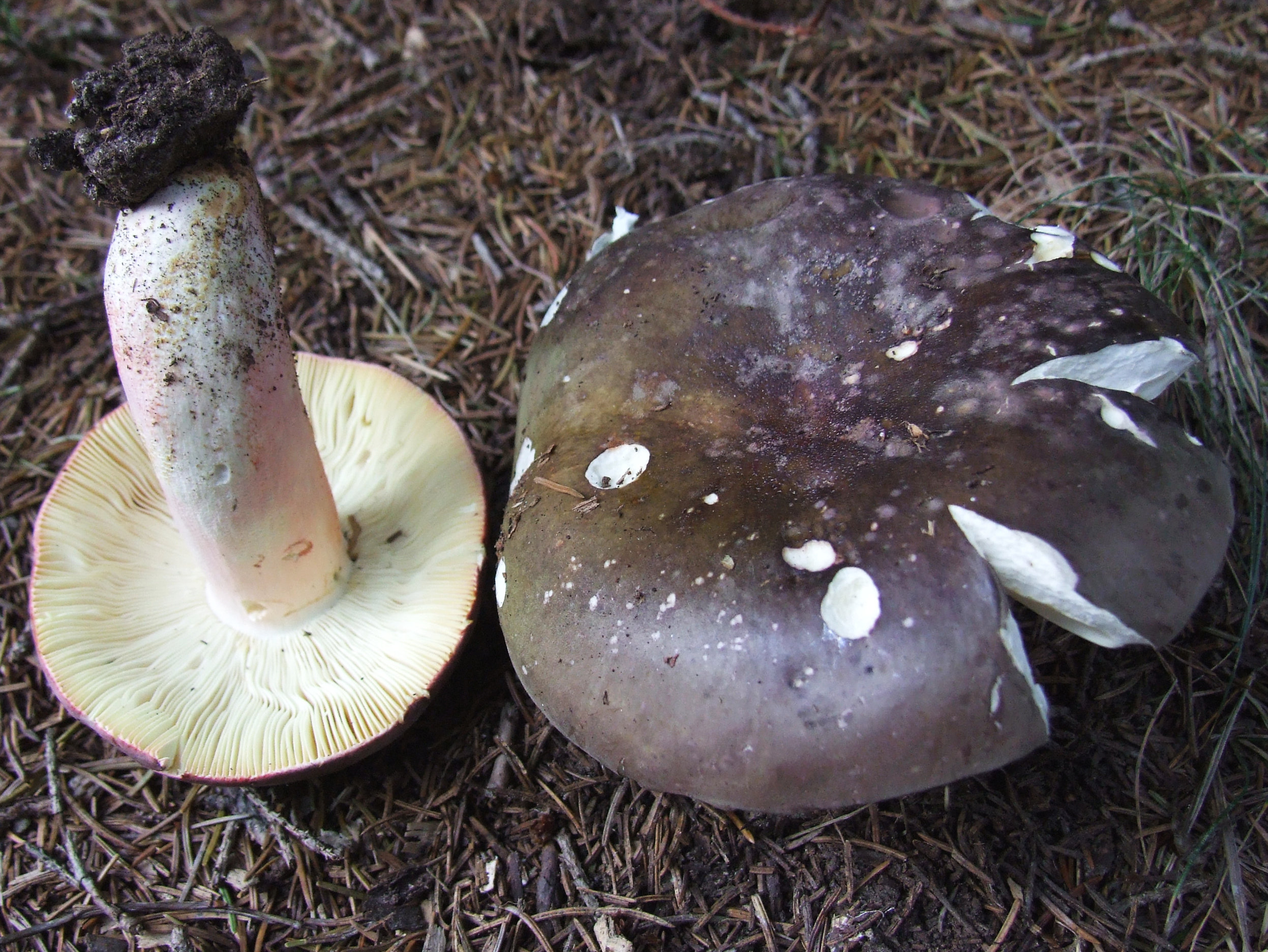

Шляпка 5—15 см диаметром, полушаровидная, затем выпукло-распростёртая, в центре притуплённая или слегка вдавленная, сухая или клейкая, часто морщинистая, иногда радиально-волокнистая, с тонким рубчатым краем, неровно окрашенная, в центре зеленоватая или буроватая, по краю фиолетово-серая, фиолетово-пурпурная или серовато-зелёная. Кожица снимается с шляпки до двух третей от её радиуса.
Пластинки частые, широкие, иногда вильчато разветвлённые, шелковистые, белого или кремово-белого цвета.
Ножка 5—12 см длиной, 1,5—3 см толщиной, сначала плотная, затем полая, белого цвета, иногда с фиолетовым оттенком.
Мякоть белого цвета, под кожицей фиолетово-красноватая, крепкая, в ножке имеет ватообразную консистенцию, не едкая.
Споровый порошок белый.
Образует микоризу с лиственными деревьями.

## Съедобность
Гриб съедобен, высоко ценится в Европе. Пригоден для всех видов кулинарной обработки.